# Ромени-сюр-Марн
Ромени́-сюр-Марн (фр. Romeny-sur-Marne) — коммуна во Франции, находится в регионе Пикардия. Департамент коммуны — Эна. Входит в состав кантона Эссом-сюр-Марн. Округ коммуны — Шато-Тьерри.
Код INSEE коммуны — 02653.

## Население
Население коммуны на 2010 год составляло 487 человек.
| 1962 | 1968 | 1975 | 1982 | 1990 | 1999 | 2010 |
| ---- | ---- | ---- | ---- | ---- | ---- | ---- |
| 314  | 306  | 309  | 339  | 363  | 419  | 487  |

## Экономика
В 2010 году среди 325 человек трудоспособного возраста (15—64 лет) 240 были экономически активными, 85 — неактивными (показатель активности — 73,8 %, в 1999 году было 73,5 %). Из 240 активных жителей работали 205 человек (105 мужчин и 100 женщин), безработных было 35 (15 мужчин и 20 женщин). Среди 85 неактивных 30 человек были учениками или студентами, 34 — пенсионерами, 21 были неактивными по другим причинам.